# سامسونگ اس‌جی‌اچ-تی۳۲۹
سامسونگ سری تی-Stripe یک‌نمونه از گوشی‌های تلفن همراه سری T شرکت سامسونگ می باشد که توسط همین شرکت به بازار عرضه شده‌است.